# 上腕筋群
上腕筋群（じょうわんきんぐん、英語: muscles of the arm）は、上腕の筋肉の総称。

## 構成する筋肉
- 上腕二頭筋
- 烏口腕筋
- 上腕筋
- 上腕三頭筋
- 肘筋